# Rossomyrmex minuchae

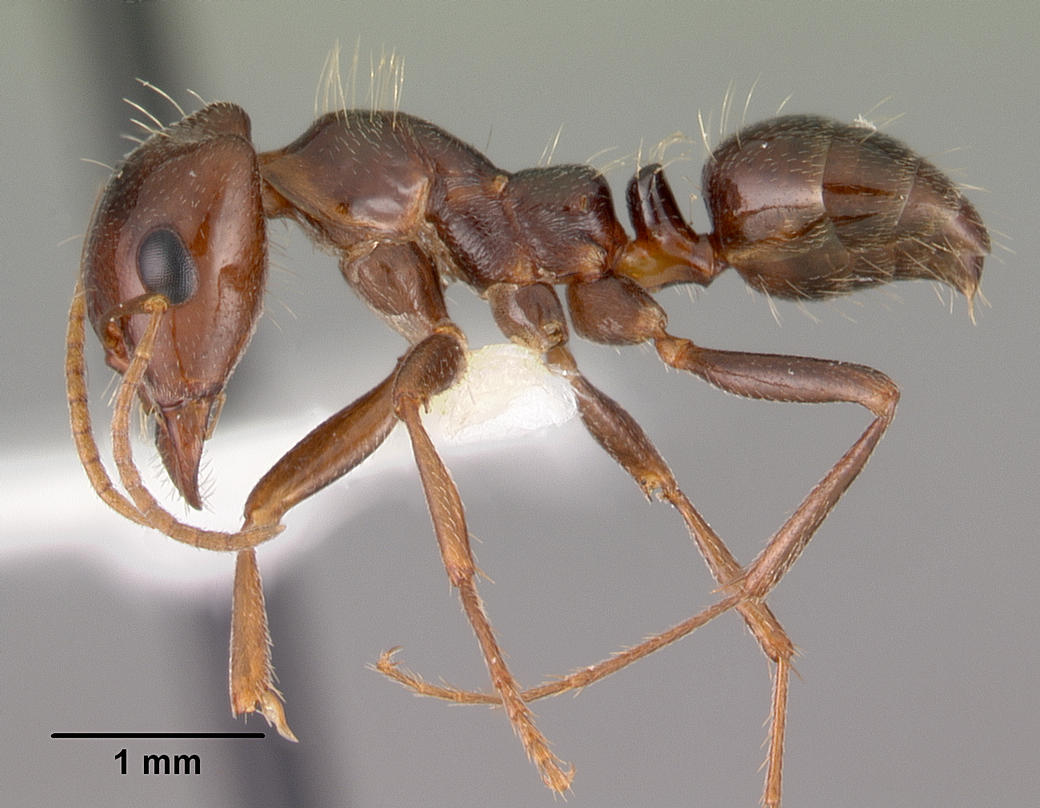
Rossomyrmex minuchae

Rossomyrmex minuchae (лат.) — вид средних по размеру муравьёв-рабовладельцев из подсемейства Formicinae (Formicidae).

## Распространение
Испания.

## Описание
Размеры рабочих около 5—6 мм. Окраска коричнево-чёрная.
Рабовладельцы, использующие в качестве рабов муравьёв из рода Proformica.
Вид был описан по рабочим и самкам в 1981 году, а самцы впервые были описаны в 1995 году.

## Красная книга
Эти муравьи включены в «Красный список угрожаемых видов» (англ. IUCN Red List of Threatened Animals) международной Красной книги Всемирного союза охраны природы (The World Conservation Union, IUCN) в статусе Vulnerable D2 (таксоны в уязвимости или под угрозой исчезновения).